# Fraglesy
Fraglesy (ang. Fraggle Rock, wcześniej polski tytuł także: Fragglesi) – serial lalkowy koprodukcji amerykańsko-brytyjsko-kanadyjskiej, emitowany dawniej w Wieczorynce TVP1 i MiniMax, przez TV Puls od 6 sierpnia 2011 roku do 4 września 2011 roku.
Wcześniej wyświetlany był 1 czerwca 1985 w paśmie dla dzieci i młodzieży: Drops.
Podzielony na 5 sezonów – w sumie 96 odcinków od 1983 do 1987 roku. Stworzony przez Jima Hensona.
W Polsce wyemitowano 78 z 96 odcinków (nie wyemitowano całej trzeciej serii).

## Wersja polska

### Wersja z II połowy lat 80.
Wersja polska: Studio Opracowań Filmów w Warszawie

Reżyseria: Maria Piotrowska

Tekst:
- Krystyna Albrecht (odc. 1–4, 6–11, 15, 18, 21),
- Grażyna Dyksińska-Rogalska (odc. 5, 12–14, 16–17, 19–20, 22–29, 34, 36, 41–44, 47–48),
- Elżbieta Kowalska (odc. 31–32, 35, 39, 46),
- Joanna Klimkiewicz (odc. 33, 37, 40, 45)

Dźwięk:
- Jerzy Januszewski (odc. 1–19, 21–24),
- Zdzisław Siwecki (odc. 20),
- Roman Błocki,
- Ryszard Żórawski

Montaż:
- Anna Łukasik (odc. 1–2, 25, 28–29, 31–34),
- Halina Ryszowiecka (odc. 3–4, 22, 35, 41–44, 48),
- Anna Szatkowska (odc. 6–7),
- Gabriela Turant (odc. 8–12),
- Dorota Bochenek (odc. 5, 13–14, 16, 23–24),
- Jolanta Nowaczewska (odc. 15, 17–21, 26–27, 36, 38–41, 45–47)

Kierownik produkcji:
- Andrzej Staśkiel (odc. 1–21),
- Jan Szatkowski (odc. 22–27),
- Mieczysława Kucharska (odc. 24, 28–29, 31–37, 39–48)

Obsada:
- Maciej Damięcki – Gobo
- Ilona Kuśmierska – Mokey
- Iwona Biernacka – Red
- Henryk Talar – Wembley
- Stanisław Zatłoka – Boober
- Eugeniusz Robaczewski – właściciel Sprocketa
- Krzysztof Krupiński – Gorg Junior
- Mirosław Wieprzewski – Królowa Gorg
- Cezary Julski – Król Gorg
- Emilian Kamiński – Wujek Matt z podróży
- Andrzej Arciszewski – Wiedźma Ple-Ple

### Wersja z lat 90.
Wersja polska: Telewizyjne Studia Dźwięku w Warszawie

Reżyseria: Dorota Kawęcka

Dialogi: Dorota Dziadkiewicz

Tłumaczenie:
- Agnieszka Stelmaszyńska (odc. 1–3, 7–12),
- Robert Garczyński (odc. 4),
- Krzysztof Żukowski (odc. 5–6)

Dźwięk:
- Wiesław Jurgała (odc. 1–12),
- Katarzyna Paluchowska (odc. 8, 12)

Montaż: Danuta Rajewska

Teksty piosenek: Wiesława Sujkowska

Opracowanie muzyczne:
- Eugeniusz Majchrzak (odc. 1–10),
- Piotr Gogol (odc. 4)

Kierownictwo produkcji:
- Mika Garczyńska (odc. 1–3, 9–11),
- Mika Łyżwińska (odc. 4),
- Kamila Garczyńska (odc. 5–7, 12),
- Pola Garczyńska (odc. 8)

Obsada:
- Jacek Kopczyński – Gobo
- Jolanta Wilk – Mokey
- Beata Jankowska – Red
- Józef Mika – Wembley
- Wojciech Paszkowski – Boober
- Piotr Adamczyk – 
  - pies Sprocket,
  - Gorg Junior
- Eugeniusz Robaczewski – właściciel Sprocketa
- Mirosława Krajewska – Królowa Gorg
- Janusz Bukowski – Król Gorg
- Jarosław Boberek – Wujek Matt z podróży
- Teresa Lipowska – Wiedźma Ple-Ple
- Leszek Zduń – Szczur wiedźmy Ple-Ple #1
- Kacper Kuszewski – Szczur wiedźmy Ple-Ple #2
- Andrzej Gawroński – najstarszy Fragles na świecie
- Stanisław Brudny – stukający w rury (odc. 3)
- Mieczysław Morański – Marlon (odc. 12)
- Krzysztof Strużycki
- Henryk Łapiński
- Joanna Jędryka

Lektor: Krzysztof Mielańczuk

## Spis odcinków
| Nr             | Polski tytuł Małą czcionką podane tytuły z pierwszego dubbingu | Angielski tytuł                                   |
| -------------- | -------------------------------------------------------------- | ------------------------------------------------- |
|                |                                                                |                                                   |
| SERIA PIERWSZA |                                                                |                                                   |
|                |                                                                |                                                   |
| 01             | Początek                                                       | Beginnings                                        |
|                |                                                                |                                                   |
| 02             | Wembley i Gorgi                                                | Wembley And The Gorgs                             |
|                |                                                                |                                                   |
| 03             | Niech popłynie woda                                            | Let The Water Run                                 |
|                |                                                                |                                                   |
| 04             | Bez czapki ani rusz                                            | You Can’t Do That Without a Hat                   |
|                |                                                                |                                                   |
| 05             | Praca dla Wembleya                                             | The Thirty-Minute Work Week                       |
|                |                                                                |                                                   |
| 06             | Przekonujący John                                              | The Preachification Of Convincing John            |
|                |                                                                |                                                   |
| 07             | Chciałabym być tobą                                            | I Want to Be You                                  |
|                |                                                                |                                                   |
| 08             | Straszliwy tunel                                               | The Terrible Tunnel                               |
|                |                                                                |                                                   |
| 09             | Legendarny skarb                                               | The Lost Treasure of the Fraggles                 |
|                |                                                                |                                                   |
| 10             | Nie płacz nad rozlanym mlekiem                                 | Don’t Cry Over Spilt Milk                         |
|                |                                                                |                                                   |
| 11             | Złap tygrysa za ogon                                           | Catch the Tail by the Tiger                       |
|                |                                                                |                                                   |
| 12             | Świetlisty palec                                               | The Finger of Light                               |
|                |                                                                |                                                   |
| 13             | Kochamy Cię Wembleyu                                           | We Love You, Wembley                              |
|                |                                                                |                                                   |
| 14             | Wyzwanie                                                       | The Challenge                                     |
|                |                                                                |                                                   |
| 15             | Nic mnie to nie obchodzi                                       | I Don’t Care                                      |
|                |                                                                |                                                   |
| 16             | Zatrzymać księżyc                                              | Capture the Moon                                  |
|                |                                                                |                                                   |
| 17             | Odcięci od świata                                              | Marooned                                          |
|                |                                                                |                                                   |
| 18             | Składanka                                                      | The Minstrels                                     |
|                |                                                                |                                                   |
| 19             | Rzodkiewkowy kataklizm                                         | The Great Radish Famine                           |
|                |                                                                |                                                   |
| 20             | Ogrodowy spisek                                                | The Garden Plot                                   |
|                |                                                                |                                                   |
| 21             | Odkrycie Gobo                                                  | Gobo’s Discovery                                  |
|                |                                                                |                                                   |
| 22             | Nowa wyrocznia                                                 | Mokey’s Funeral                                   |
|                |                                                                |                                                   |
| 23             | Bestia z błękitnej skały                                       | The Beast of Blue Rock                            |
|                |                                                                |                                                   |
| 24             | Mokey w pułapce                                                | New Trash Heap in Town                            |
|                |                                                                |                                                   |
| SERIA DRUGA    |                                                                |                                                   |
|                |                                                                |                                                   |
| 25             | Wembley i pisklę                                               | Wembley’s Egg                                     |
|                |                                                                |                                                   |
| 26             | Kraina Boobera                                                 | Boober Rock                                       |
|                |                                                                |                                                   |
| 27             | Wiedźma już tu nie mieszka                                     | The Trash Heap Doesn’t Live Here Anymore          |
|                |                                                                |                                                   |
| 28             | Wodny potwór                                                   | Red’s Sea Monster                                 |
|                |                                                                |                                                   |
| 29             | Wuj Matt wraca do domu                                         | Uncle Matt Comes Home                             |
|                |                                                                |                                                   |
| 30             | Sen Boobera                                                    | Boober’s Dream                                    |
|                |                                                                |                                                   |
| 31             | Mokey i muzyka                                                 | Mokey and the Minstrels                           |
|                |                                                                |                                                   |
| 32             | Praca i zabawa                                                 | All Work and All Play                             |
|                |                                                                |                                                   |
| 33             | Ser Hubris i Gorgi                                             | Sir Hubris and the Gorgs                          |
|                |                                                                |                                                   |
| 34             | Przyjaciel w biedzie                                           | A Friend in Need                                  |
|                |                                                                |                                                   |
| 35             | Tajemniczy magik                                               | The Wizard of Fraggle Rock                        |
|                |                                                                |                                                   |
| 36             | Duzersowe zawody                                               | The Doozer Contest                                |
|                |                                                                |                                                   |
| 37             | Red zakłada klub                                               | Red’s Club                                        |
|                |                                                                |                                                   |
| 38             | Tajemnica zdecydowanego Johna Tajemnica przekonującego Johna   | The Secret of Convincing John                     |
|                |                                                                |                                                   |
| 39             | Tajemnicze pudełko                                             | Manny’s Land of Carpets                           |
|                |                                                                |                                                   |
| 40             | Junior sprzedaje zamek                                         | Junior Sells the Farm                             |
|                |                                                                |                                                   |
| 41             | Wojny Fragglesów Fragglesowe wojny                             | Fraggle Wars                                      |
|                |                                                                |                                                   |
| 42             | Dzień, w którym umarła muzyka                                  | The Day the Music Died                            |
|                |                                                                |                                                   |
| 43             | Zupa Boobera Zupa Gumbo                                        | Doomsday Soup                                     |
|                |                                                                |                                                   |
| 44             | Grota dla każdego Własna norka                                 | A Cave of One’s Own                               |
|                |                                                                |                                                   |
| 45             | Wielki wyścig                                                  | Wembley and the Great Race                        |
|                |                                                                |                                                   |
| 46             | Najlepiej być sobą                                             | Doozer Is As Doozer Does                          |
|                |                                                                |                                                   |
| 47             | Cichy i spokojny dzień                                         | Boober’s Quiet Day                                |
|                |                                                                |                                                   |
| 48             | Najazd Gilgotany                                               | The Invasion of the Toe Ticklers                  |
|                |                                                                |                                                   |
| SERIA TRZECIA  |                                                                |                                                   |
|                |                                                                |                                                   |
| 49             |                                                                | The Bells of Fraggle Rock                         |
|                |                                                                |                                                   |
| 50             |                                                                | Red-Handed and the Invisible Thief                |
|                |                                                                |                                                   |
| 51             |                                                                | Boober and the Glob                               |
|                |                                                                |                                                   |
| 52             |                                                                | The Grapes of Generosity                          |
|                |                                                                |                                                   |
| 53             |                                                                | Blanket of Snow, Blanket of Woe                   |
|                |                                                                |                                                   |
| 54             |                                                                | Pebble Pox Blues                                  |
|                |                                                                |                                                   |
| 55             |                                                                | Home Is Where the Trash Is                        |
|                |                                                                |                                                   |
| 56             |                                                                | Believe It or Not                                 |
|                |                                                                |                                                   |
| 57             |                                                                | Wembley and the Mean Genie                        |
|                |                                                                |                                                   |
| 58             |                                                                | The Secret Society of Poobahs                     |
|                |                                                                |                                                   |
| 59             |                                                                | The Beanbarrow, the Burden and the Bright Bouquet |
|                |                                                                |                                                   |
| 60             |                                                                | Gobo’s School for Explorers                       |
|                |                                                                |                                                   |
| 61             |                                                                | Scared Silly                                      |
|                |                                                                |                                                   |
| 62             |                                                                | The Great Radish Caper                            |
|                |                                                                |                                                   |
| 63             |                                                                | Born to Wander                                    |
|                |                                                                |                                                   |
| 64             | Dziura w dachu                                                 | The Battle of Leaking Roof                        |
|                |                                                                |                                                   |
| 65             | Graj, aż zaboli                                                | Playing Till It Hurts                             |
|                |                                                                |                                                   |
| 66             | Śmiertelna nuda                                                | Bored Stiff                                       |
|                |                                                                |                                                   |
| 67             | Jaskinia utraconych marzeń                                     | The Cavern of Lost Dreams                         |
|                |                                                                |                                                   |
| 68             | Nowy przyjaciel Mokey                                          | The Incredible Shrinking Mokey                    |
|                |                                                                |                                                   |
| 69             | Ciemna, burzowa noc                                            | A Dark and Stormy Night                           |
|                |                                                                |                                                   |
| 70             | Goncz Wspaniały                                                | Gunge the Great and Glorious                      |
|                |                                                                |                                                   |
| SERIA CZWARTA  |                                                                |                                                   |
|                |                                                                |                                                   |
| 71             | Wielka przygoda Sprocketa                                      | Sprocket’s Big Adventure                          |
|                |                                                                |                                                   |
| 72             | Cudowna woda Wembleya                                          | Wembley’s Wonderful Whoopie Water                 |
|                |                                                                |                                                   |
| 73             | Dusznikowe smutki                                              | Sidebottom Blues                                  |
|                |                                                                |                                                   |
| 74             | Odkrycie wuja Matta                                            | Uncle Matt’s Discovery                            |
|                |                                                                |                                                   |
| 75             | Noc błękitnego księżyca                                        | Junior Faces the Music                            |
|                |                                                                |                                                   |
| 76             | Idealny błękitny głazik                                        | The Perfect Blue Rollie                           |
|                |                                                                |                                                   |
| 77             | Melodia dla dwojga                                             | A Tune for Two                                    |
|                |                                                                |                                                   |
| 78             | Kwestia zazdrości                                              | A Brush with Jealousy                             |
|                |                                                                |                                                   |
| 79             | Lot Wembleya                                                   | Wembley’s Flight                                  |
|                |                                                                |                                                   |
| 80             | Góra cudów                                                     | Wonder Mountain                                   |
|                |                                                                |                                                   |
| 81             | Red i błękitny smok                                            | Red’s Blue Dragon                                 |
|                |                                                                |                                                   |
| 82             | Żabie szaleństwo                                               | Space Frog Follies                                |
|                |                                                                |                                                   |
| 83             | Boober Gorgiem                                                 | Boober Gorg                                       |
|                |                                                                |                                                   |
| SERIA PIĄTA    |                                                                |                                                   |
|                |                                                                |                                                   |
| 84             | Lustro                                                         | Mirror, Mirror                                    |
|                |                                                                |                                                   |
| 85             | Przy rymującej skale                                           | The Riddle of Rhyming Rock                        |
|                |                                                                |                                                   |
| 86             | Wewnętrzny głos                                                | The Voice Inside                                  |
|                |                                                                |                                                   |
| 87             | Śrubka przed sądem                                             | The Trial of Cotterpin Doozer                     |
|                |                                                                |                                                   |
| 88             | Rzeka życia                                                    | The River of Life                                 |
|                |                                                                |                                                   |
| 89             | Podwodne drzewo                                                | Beyond the Pond                                   |
|                |                                                                |                                                   |
| 90             | Gdy przyjaciel odchodzi                                        | Gone But Not Forgotten                            |
|                |                                                                |                                                   |
| 91             | Wczoraj i dziś Mokey                                           | Mokey, Then and Now                               |
|                |                                                                |                                                   |
| 92             | Magiczne kółko                                                 | Ring Around the Rock                              |
|                |                                                                |                                                   |
| 93             | Inspektor                                                      | Inspector Red                                     |
|                |                                                                |                                                   |
| 94             | Róg nad rogami                                                 | The Honk of Honks                                 |
|                |                                                                |                                                   |
| 95             | Gorg, który miał zostać królem                                 | The Gorg Who Would Be King                        |
|                |                                                                |                                                   |
| 96             | Zmiana adresu                                                  | Change of Address                                 |
|                |                                                                |                                                   |